# 4-Metoxialfatoluenotiol
4-Metoxi-alfa-toluenotiol ou 4-metoxibenzil mercaptano é o composto orgânico de fórmula C8H10OS, fórmula linear CH3OC6H4CH2SH e massa molecular 154,23. Apresenta ponto de ebulição 90-95 °C, 0,5 mmHg( e densidade de 1,107 g/mL a 25 °C e ponto de fulgor >230 °F. É sensível ao ar. É classificado com o número CAS 6258-60-2, número de registor Beilstein 471686, número EC 228-393-6, número MDL MFCD00004871, PubChem Substance ID 24847135, CBNumber CB5277573 e MOL File 6258-60-2.mol. 